# Дрегенешть-де-Веде (комуна)
Дрегенешть-де-Веде, Дрегенешті-де-Веде (рум. Drăgănești de Vede) — комуна у повіті Телеорман в Румунії. До складу комуни входять такі села (дані про населення за 2002 рік):
- Векерешть (702 особи)
- Дрегенешть-де-Веде (1236 осіб) — адміністративний центр комуни
- Мегура-ку-Ліліак (353 особи)

Комуна розташована на відстані 89 км на захід від Бухареста, 28 км на північний захід від Александрії, 101 км на схід від Крайови.

## Населення
За даними перепису населення 2002 року у комуні проживала 2291 особа. Усі жителі комуни рідною мовою назвали румунську.
Національний склад населення комуни:
| Національність | Кількість осіб | Відсоток |
| -------------- | -------------- | -------- |
| румуни         | 2283           | 99,7%    |
| цигани         | 7              | 0,3%     |
| угорці         | 1              | < 0,1%   |

Склад населення комуни за віросповіданням:
| Релігія       | Кількість осіб | Відсоток |
| ------------- | -------------- | -------- |
| православні   | 2248           | 98,1%    |
| адвентисти    | 31             | 1,4%     |
| баптисти      | 9              | 0,4%     |
| п'ятдесятники | 2              | 0,1%     |
| реформати     | 1              | < 0,1%   |